# Juan Manuel García Passalacqua
Juan Manuel García Passalacqua (Hato Rey, San Juan, Puerto Rico, 22 de febrero de 1937-Ohio, Estados Unidos, 2 de julio de 2010) fue un eminente abogado, escritor y analista político puertorriqueño.

## Comienzos y desarrollos
García Passalacqua demostró interés en estudiar desde una edad muy joven y posee grados de instituciones prestigiosas como la Universidad Tufts, la Universidad de Harvard y (Tulane University].
Después de doctorarse en jurisprudencia, comienza a trabajar como ayudante especial de los gobernadores Luis Muñoz Marín y Roberto Sánchez Vilella, ambos del PPD de Puerto Rico. Fue un miembro de un grupo reformista, conocido adentro de Puerto Rico como “Los 22”. También fue asesor del expresidente estadounidense Jimmy Carter.
García Passalacqua demostró más adelante descontento con el PPD, por lo ocurrido con Sánchez Vilella, saliendo finalmente del partido. Se convierte en productor de televisión en Puerto Rico siendo una de sus demostraciones más importantes el programa de televisión Cara a cara.
Durante los años 1980, García Passalacqua se convirtió en uno de los analistas políticos más buscados por productores de televisión. Se convirtió en una figura común en la televisión puertorriqueña durante los años de elección. Esto, sumado a su experiencia al dictar cursos de derecho constitucional en la Universidad de Puerto Rico, lo consagran como un experto en procesos electorales y ciencias políticas.
García Passalacqua se conoció por dar su opinión y criticar al Partido Popular Democrático para presionarlo a optar por la fórmula de República Asociada. Su experiencia como observador internacional en países como Albania, Guatemala, Panamá, Haití, México, Argelia y Rumania entre otros, convirtieron su análisis y crítica política en experiencias muy amenas para la audiencia radial. Su estilo de alocución era muy enérgico, solía utilizar críticas fuertes contra funcionarios y políticos, en especial los populares.
También escribió columnas de perspectivas y reseñas para los periódicos: El Nuevo Día, El Vocero y The San Juan Star. Fue autor de veintidós libros y novelas. Su libro Las conversaciones en el convento en el que revela los detalles del prolongado diálogo que tuvo en 1959 con el gobernador Luis Muñoz Marín sobre los alcances del Estado Libre Asociado se ha publicado en cuatro ediciones. El convento a que se refiere el título de la publicación se refiere a la residencia de los gobernadores de Puerto Rico en una playa en Fajardo.
En el 2006, volvió a la respetada estación de radio, WKAQ-AM como analista político. A su vez, participó, al igual que su colega Luis Francisco Ojeda, en el programa de variedad Medio día Puerto Rico de la estación WAPA-TV, en su programa La escuelita, donde proveía comentarios como analista político en los casos actuales de Puerto Rico, ofrecía su perspectiva personal con llamadas telefónicas del público. El programa se transmitió en Puerto Rico y también en los Estados Unidos por medio de la cadena de televisión internacional WAPA América, hasta 2007, cuando ocurrió un escándalo por sus comentarios acerca de la hija menor de edad del gobernador. A raíz de esto, García Passalacqua salió de WAPA-TV y se mantuvo en la radio. García Passalacqua, alegó en su programa de radio en WKAQ-AM, que el gobernador se comunicó con la administración del canal exigiéndoles una disculpa al aire, lo que no ocurrió y tuvo como consecuencia que su programa se cancelase. También fue miembro del Consejo de Seguridad Nacional de Estados Unidos.
Se mudó con su esposa a la casa de su hija mayor luego de que su médico le indicara que le quedaban meses de vida ya que el cáncer que padecía había hecho metástasis a otros órganos vitales. Falleció a las 7:30 de la noche del 2 de julio de 2010 a los 73 años rodeado de sus seres más queridos en el estado de Ohio.
«Fue uno de los precursores del análisis radial y para nuestros políticos, es motivo de orgullo su vida. Aunque discrepamos muchísimas (veces), coincidimos en otras tantas ocasiones y siempre supo mantener su cariño familiar», expresó Alejandro García Padilla, quien es familiar del fenecido abogado.
Asimismo, el analista Néstor Duprey lamentó la muerte de García Passalacqua, a quien llamó el "creador de la era moderna del análisis político". «Al llorar su partida, renovamos el compromiso que nos enseñó de ayudar a nuestro pueblo a conocer la verdad para así hacer un país de hombres y mujeres libres», manifestó Duprey.